# Inspection générale de la Police nationale
Cet article possède un paronyme, voir Inspection générale de la police nationale d’Haïti.
Pour les articles homonymes, voir IGPN et IGS.
En France, l'inspection générale de la Police nationale (IGPN) — couramment surnommée la « police des polices » — est le service d'inspection de la Police nationale et de la préfecture de police de Paris.

## Historique
L'IGPN résulte de la fusion en 1986 de l'Inspection générale de la Police nationale (IGPN), créée en 1884, et de l'Inspection générale des services (IGS).
L'IGS, créée en 1854, avait une compétence limitée au ressort de la préfecture de police de Paris, soit le SGAP de Paris (Paris intra muros et départements de la Petite Couronne, soit Hauts-de-Seine (92), Seine-Saint-Denis (93) et Val-de-Marne (94), y compris les aéroports parisiens d'Orly et de Roissy). Service de la préfecture de police de Paris, elle était située rue Hénard (12e arrondissement de Paris). L'IGPN, elle, couvrait tout le reste du territoire français.
Ces deux services ont été fusionnés par Charles Pasqua, ministre de l'Intérieur, par un décret du 31 octobre 1986 mais ils fonctionnaient encore de manière assez indépendante, même si le chef de l'IGS était l'adjoint du directeur de l'IGPN.
Un décret du 28 août 2013 renforce cette fusion en supprimant l'appellation « inspection générale des services » et en réaffirmant que « l'inspection générale de la Police nationale a une compétence nationale ».

## Missions et compétences

### Police nationale
L'inspection générale de la Police nationale est chargée du contrôle de l'ensemble des services actifs et des établissements de formation de la Police nationale. Elle a un double rôle, d'une part d'audit général des services, d'autre part de contrôle des personnels de police, jouant alors le rôle de « police des polices ».
Au titre de l'audit, l'IGPN procède à des études et audits ponctuels ou transversaux sur l'organisation et l'efficacité des services policiers et administratifs. Elle peut notamment, depuis 2007, réaliser des contrôles inopinés des services de police sur des thématiques ciblées comme l'accueil du public. Elle contribue ainsi à la réévaluation et à l'amélioration du fonctionnement de l'ensemble des services de Police nationale.
Dans sa mission de contrôle de l'action des personnels, l'IGPN veille au respect par les fonctionnaires de police des lois et règlements et du code de déontologie de la Police nationale et de la Gendarmerie nationale. Elle instruit les affaires disciplinaires et pénales concernant les personnels administratifs et les policiers, notamment dans le cadre d'enquêtes qui lui sont confiées par les autorités administratives et judiciaires qui seules peuvent la saisir. Elle agit, à part sensiblement égale, à la demande des autorités administratives et judiciaire ou sur plainte directe du public.
Elle gère depuis 2017 le service Signal-Discri, que les fonctionnaires de police actifs peuvent saisir pour signaler des faits de harcèlement, mais dont l'existence semble peu diffusée ou soutenue. En 2019, ce service enregistre plus de 200 signalements, dont une trentaine de signalements relatifs au racisme, qui n'ont pas donné lieu à des poursuites.
Elle est également compétente pour assurer le contrôle des personnels et services de la préfecture de police qui ne relèvent pas de la police nationale.
L'IGPN peut être saisie administrativement par le ministre de l'Intérieur, le préfet de Police, et le directeur général de la police nationale.
Les polices municipales peuvent être également contrôlées par les services de l'IGPN et ce, depuis la réforme de 1999.

### Gendarmerie nationale
Les personnels et les activités de la Gendarmerie nationale ne sont pas concernés par l'IGPN mais par l'inspection générale de la Gendarmerie nationale, qui remplit un rôle identique.

## Directeurs

### Avant 1986

#### IGS
- 01/1966 : Adolphe Debrié
- 03/1976 : Raphaël Petit
- 10/1979-1985 : Guy Badin[6]

### Depuis 1986
- 2006 : Jacques Lamotte[7]
- 2008 : Dominique Boyajean[8],[9],[10]
- 2010 : Claude Bard[11]
- 2012 : Marie-France Moneger, épouse Guyomarc'h[12]
- 2019 : Brigitte Jullien[13]
- 2022 : Agnès Thibault-Lecuivre, première magistrate nommée à ce poste[14]
- 2025 : Stéphane Hardouin, magistrat, à compter du 28 février 2025[15]

## Chiffres-clés
Chaque année, selon le site de l'IGS :
- 2 500 plaignants ;
- environ 20 personnes reçues par jour (victimes, mis en cause, témoins, avocats…) ;
- 500 sanctions prononcées.

## Sanctions disciplinaires
La très grande majorité des sanctions sont des blâmes faute légère (89%), principalement pour des comportements internes à l'institution, et non pour les actes envers les personnes extérieures. Les fautes graves, pouvant aller jusqu’à la révocation ou la mise en retraite, sont quant à elle très rares. Elles représentent 39 sanctions sur 1 678 en 2019.
Depuis l’élection d'Emmanuel Macron, le nombre de policiers sanctionnés a atteint un niveau historiquement bas en 2019 et 2020, en plein mouvement des Gilets jaunes.

## Organisation et localisations
L'IGPN est rattachée à la direction générale de la Police nationale, qui dépend du ministère de l'Intérieur.
Elle comprend :
- une sous-direction de l'inspection, de l'évaluation et de l'audit interne ;
- une sous-direction des enquêtes administratives et judiciaires, qui intègre
  - une unité de coordination des enquêtes ;
  - une division nationale des enquêtes intégrant une cellule de lutte contre la corruption ;
- une sous-direction de l'analyse, du conseil et de la maîtrise des risques.

Au sein de la sous-direction des enquêtes administratives et judiciaires, il existe sept délégations métropolitaines à Bordeaux, Lille, Lyon, Marseille, Metz, Paris (correspondant à l'ancienne IGS) et Rennes, correspondant aux implantations des zones de défense et de sécurité, une délégation ultramarine à Fort-de-France, ainsi qu'un bureau à Nice.
L'IGPN peut être saisie sur un site internet.

## Rapport annuel
Depuis 2017, l'inspection générale de la police nationale réalise un recensement des particuliers blessés ou décédés (RBD) à l’occasion de missions de police :
| Année | Nombre de décès | Nombre de blessés |
| ----- | --------------- | ----------------- |
| 2017  | 14              | une centaine      |
| 2018  | 15              | 106               |
| 2019  | 19              | 117               |
| 2020  | 32              | 78                |
| 2021  | 37              | 79                |
| 2022  | 38              | 73                |
| 2023  | 36              | 91                |

Il inclut également les suicides provoqués par l'intervention des forces de l'ordre.
En 2019, l'IGPN a été chargée de 1 460 enquêtes judiciaires (soit une hausse de 23,7 % par rapport à 2018), dont 868 portant sur des violences volontaires : il s'agit d'abord d’interventions lors de manifestations, ensuite d'opérations de contrôles, enfin de soupçons de violences sur personnes retenues. Les blessures ou décès surviennent d'abord lors d'opérations de maintien de l'ordre, et de façon moins importante lors des opérations de police. Selon l'IGPN, « l’arme la plus génératrice de dommages est sans conteste le lanceur de balle de défense (LBD) ».

### Liste des rapports annuels
- Rapport Annuel 2019[25].
- Rapport annuel d'activité de l'IGPN 2020[26].
- Rapport annuel d'activité de l'IGPN 2021[27].
- Rapport annuel d'activité de l'IGPN 2022[28].
- Rapport annuel d'activité de l'IGPN 2023[29].

## Controverses
L'organisation non gouvernementale Amnesty International estime que, bien que cette direction ait pour mission de « traquer et dénoncer » les dérives de la Police nationale, l'IGPN ne met que rarement en cause les comportements illégaux des policiers. Cette administration serait en effet victime de fortes pressions de l'autorité supérieure (ministère de l'Intérieur), qui ferait tout pour que les « bavures » policières soient couvertes.
Ainsi, Amnesty international dans son rapport « France, des policiers au-dessus des lois », le Comité anti-torture du Conseil de l'Europe, l'ONU via la Convention internationale sur l'élimination de toutes les formes de discrimination raciale ainsi que le World Justice Project accusent la France d'impunité policière.
En janvier 2012, l'IGPN est accusée d'avoir truqué une enquête datant de 2007 afin d'écarter un haut fonctionnaire jugé « trop à gauche ». À la suite de cette enquête, trois fonctionnaires ont été mis en examen pour des soupçons de fraude puis ont été innocentés. Ces derniers ont ensuite déposé plusieurs plaintes. Des enquêtes sont en cours pour faux en écriture publique par dépositaire de l'autorité publique, violences présumées pendant les gardes à vue, ou encore, violation du secret de l'instruction.
En mars 2012, l'IGPN est accusée d'avoir sanctionné sept policiers maitres-chiens de la brigade canine de Seine-et-Marne qui avaient eux-mêmes accusé d'alcoolisme, vols, dégradations ou corruption, des membres de leur unité.
En février 2017, lors de l'affaire Théo au cours de laquelle un policier a traversé de sa matraque le rectum d'un jeune homme, l'IGPN conclut à un « accident ». Cette thèse n'est pas retenue par le juge, qui poursuit le policier pour viol mais la presse diffuse cette conclusion de l'IGPN qui tend à disculper un policier de crime,. À la suite de cette révélation, le maire d'Aulnay-sous-Bois a dû lancer des appels au calme pour apaiser ses administrés. La presse internationale rapporte également des réactions de réprobation suscitées par l'information dans le monde.
Le 6 novembre 2018, 151 lycéens ont été interpellés à Mantes-la-Jolie. Cet épisode a suscité une vive polémique après la diffusion d'une vidéo filmée par un agent des forces de l’ordre, largement relayée sur les réseaux sociaux le soir même, où l'on voit ces 151 jeunes alignés en rang, en silence, genoux à terre et mains sur la tête, encadrés par des policiers casqués, armés de matraques et de boucliers. Avec en commentaire « Voilà une classe qui se tient sage ». À la suite de cette interpellation, Brigitte Julien a reporté les conclusions de l'enquête administrative menée par l'IGPN : « pas de faute » commise par les forces de l’ordre ni de « comportements déviants ». Ces conclusions ont suscité la création d’un collectif d'avocats pour défendre les jeunes mis à genoux et les mains derrière la tête, lors de leur interpellation collective.
En juillet 2019, le rapport de l'IGPN sur la mort de Steve Caniço est très critiqué. L'IGPN est accusé d'avoir truqué cette enquête sur les charges des policiers à Nantes dans la nuit du 21 au 22 juin dernier sur le quai Wilson à Nantes. Cette situation intervient alors que l'IGPN est accusé de blanchir les violences policières faites sur les Gilets Jaunes. 
Le 10 octobre 2019, le magazine télévisé Complément d'enquête diffuse un reportage intitulé « Les bœufs-carottes se mettent à table » dans lequel des plaignants « accusent l'IGPN (Inspection générale de la police nationale) de bâcler des enquêtes sur les violences policières ».
Le 17 octobre 2019, une vidéo du Monde indique « qu'au moins 313 enquêtes IGPN pour suspicion de violences policières ont été ouvertes [depuis le début du mouvement des gilets jaunes]. Aucune n'a pour l'instant livrée de conclusion ».
En novembre 2019, d'après une enquête du site Mediapart au sujet d'une jeune femme ayant eu le crâne fracassé lors d'une agression orchestrée par des policiers en marge d'une manifestation des Gilets jaunes, l'IGPN semble s’être donné pour seuls objectifs de « blanchir les policiers, dédouaner les responsables, et ne retrouver sous aucun prétexte les auteurs du tir et des coups qui ont changé la vie de Maria ».
Le 9 juin 2020, devant les propos du ministre de l'intérieur, la directrice de l'IGPN Brigitte Jullien soutient que son service est indépendant. Le politologue Sebastian Roché rappelle deux jours plus tard que « Brigitte Jullien, est nommée et révocable à tout moment par le ministre de l’Intérieur. Son salaire est payé par le ministère, sa prime est décidée par le directeur général de l’administration, l’affectation des agents choisie par le directeur général de la police nationale. ».
Le 11 juin 2020, un dossier de l'émission Envoyé spécial intitulé « Violences policières : quelle justice ? » montre une enquête de l'IGPN classée sans suite, sur simple lettre du policier mis en cause et sans audition de la victime. Le lendemain, le site Médiapart publie une enquête intitulée « IGPN : plongée dans la fabrique de l'impunité ».

## Les «bœuf-carottes»
Composés de commissaires et d'officiers de police judiciaire, les enquêteurs de l'IGPN sont surnommés par les autres policiers les « bœuf-carottes » ou tout simplement les « bœufs », un surnom donné pour leur réputation de « cuisiner » longuement les personnes interrogées par leurs services, à l'image de la préparation du bœuf bourguignon.

## Dans la fiction
- Les Ripoux (1984) et Ripoux contre ripoux (1990), deux films de Claude Zidi, avec Philippe Noiret et Thierry Lhermitte dans les rôles principaux.
- Les Keufs (1987), film de Josiane Balasko.
- Les Bœuf-carottes (1995), série télévisée française, avec Jean Rochefort et Philippe Caroit dans les rôles principaux.
- BAC Nord (2020), film de Cédric Jimenez.